# Лукаши (Львовская область)
Лукаши (укр. Лукаші) — село в Подкаменской поселковой общине Золочевского района Львовской области Украины.
Население по переписи 2001 года составляло 497 человек. Занимает площадь 1,236 км². Почтовый индекс — 80654. Телефонный код — 3266.